# Џери Фолвел
Џери Лејмон Фолвел (енгл. Jerry Lamon Falwell; Линчбург, 11. август 1933 — Линчбург, Вирџинија, 15. мај 2007) је био евангелистички јужнобаптистички фундаменталистички свештеник, телевангелиста и конзервативни коментатор. Основао је Баптистичку Томас Роуд цркву у Линчбургу као и Хришћанску академију Линчбурга која данас носи назив Хришћанска академија слободе. Био је један од оснивача Моралне већине, једне од највећих хришћанских лобистичких група током осамдесетих година 20. века. Говорио је против феминизма, геј права, ислама, порнографије, абортуса и комунизма, либерализма и свега осталог што је по њему угрожавало опстанак хришћанства. У интрвјуу за емисију „60 минута“ изјавио је да мисли да је исламски пророк Мухамед био терориста. Године 1999, изјавио је да ће се антихрист појавити кроз десет година и да ће „наравно бити Јевреј“.